# Trenzanesio
Trenzanesio (Trenzanes in dialetto milanese, AFI: [trẽtsaˈneːs]) è una frazione agreste del comune italiano di Rodano posta a nord del centro abitato, in prossimità della ferrovia Milano-Venezia. Oggi è una tenuta di proprietà privata.

## Storia
Registrato agli atti del 1751 come un villaggio milanese di 195 abitanti, alla proclamazione del Regno d'Italia nel 1805 Trenzanesio risultava avere 150 residenti. Nel 1809 un regio decreto di Napoleone soppresse il municipio annettendolo a Pioltello. Il Comune di Trenzanesio fu poi ripristinato con il ritorno degli austriaci nel 1816, i quali tuttavia tornarono sui loro passi il 17 gennaio 1841, allorquando con dispaccio governativo decisero l'annessione della comunità a Rodano, rispettando la comunità ecclesiastica.